# ぐるっと松江レイクライン

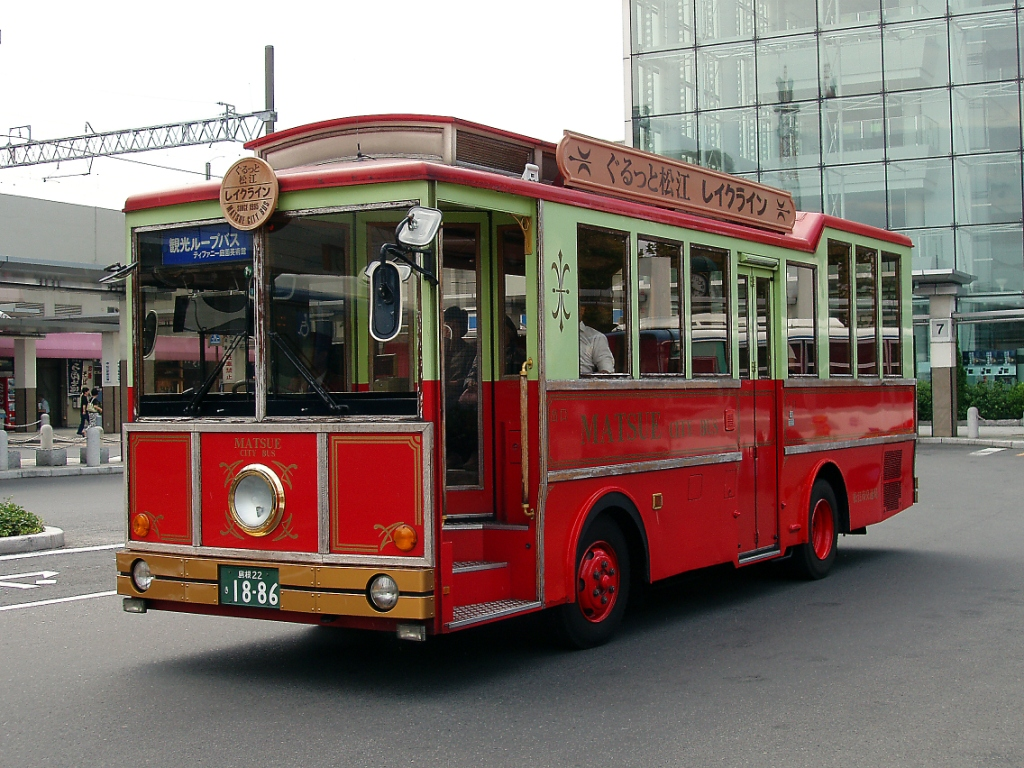
ぐるっと松江レイクライン

ぐるっと松江レイクライン（ぐるっとまつえレイクライン）は、松江市交通局が島根県松江市で運行する観光周遊バス。
1995年8月1日に運行が開始されたため、観光周遊バスとしては最古参にあたる。
松江駅から主要施設・観光施設を周遊する。時間帯により2ルートが運行されている。

## 特徴
- 料金は210円（子供110円）。デジタルチケットの一日乗車券（520円・子供260円）や一般路線バスとの共通二日乗車券（1,050円・子供530円、一畑バスは利用不可）もある。ICOCA定期券（高齢者向けの松江だんだんパスを除く）・高齢者優待ICOCA・障がい者等優待ICOCA・便利回数券は利用できない。また、ICカードでの乗り継ぎ割引は対象外。

## コース
※全停留所記載
- 松江駅（7番乗り場） → くにびきメッセ前 → くにびき駐車場前 → 鍛冶橋 → 栄橋 → 京橋 → 国宝松江城（大手前） → 大手前堀川遊覧船乗場・歴史館前 → 塩見縄手 → 小泉八雲記念館前 → 堀川遊覧船乗場 → ふなつ橋 → 黒田町 → 四十間堀川（月照寺入口バス停と共用） → 月照寺前 → 清光院下 → 松江しんじ湖温泉駅 → 千鳥町 → 福祉センター前 → 千鳥南公園 → 宍道湖大橋北詰 → 須衛都久神社前 → カラコロ工房前（休止中） → 大橋北詰 → 大橋南詰 → 天神町中央 → 灘町 → 県立美術館 → （夕日公園前 → 嫁ヶ島西 → 嫁ヶ島夕日公園） → 魚町 → 大橋南詰 → 宍道湖遊覧船乗場 → 松江駅
  - 日中は、夕日公園前・嫁ヶ島西・嫁ヶ島に入らない。
  - 嫁ヶ島ルートは運行経路が大幅に変わる。詳細は公式サイトを参照。

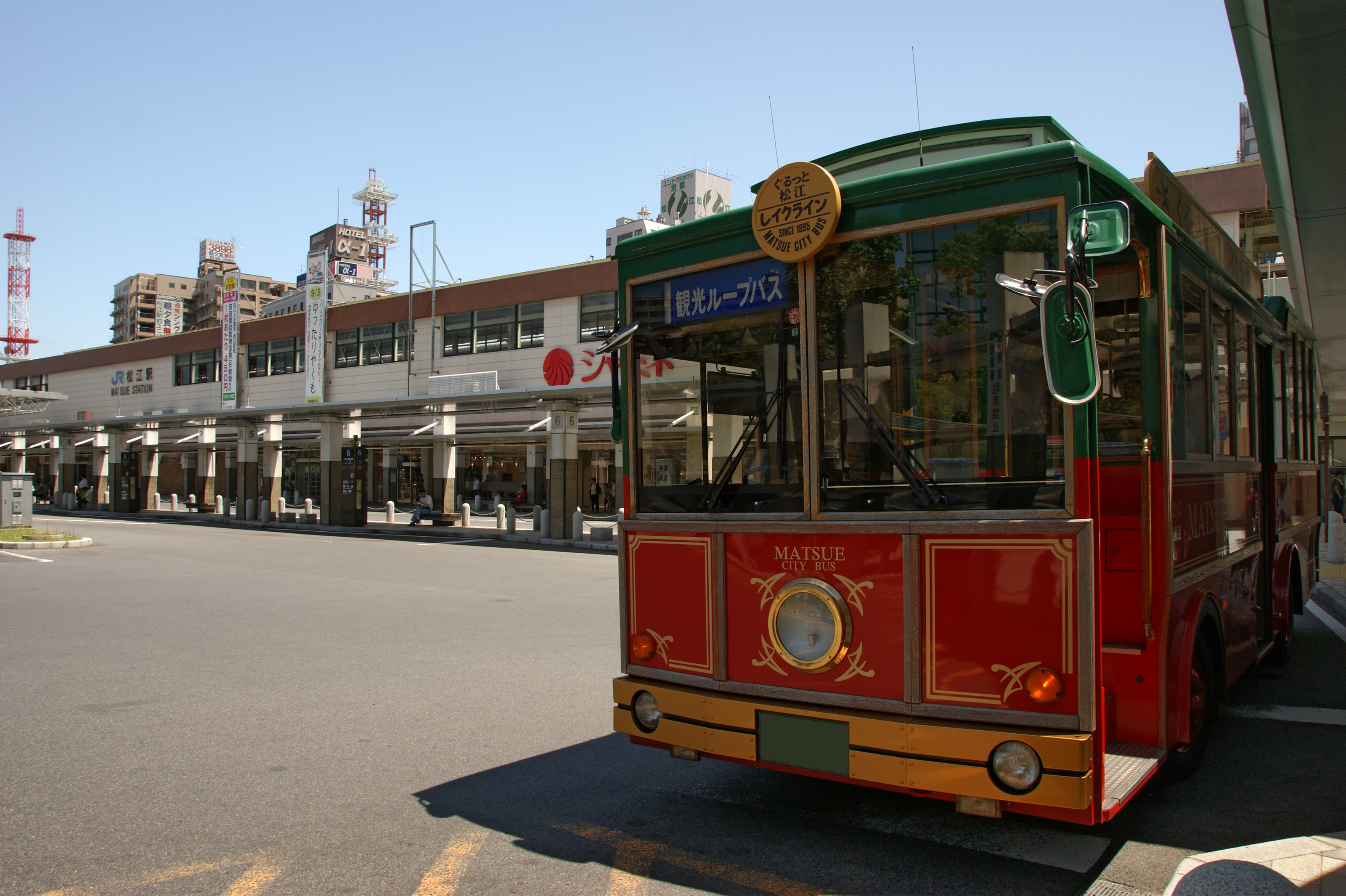
JR松江駅北口バスロータリー7番乗り場
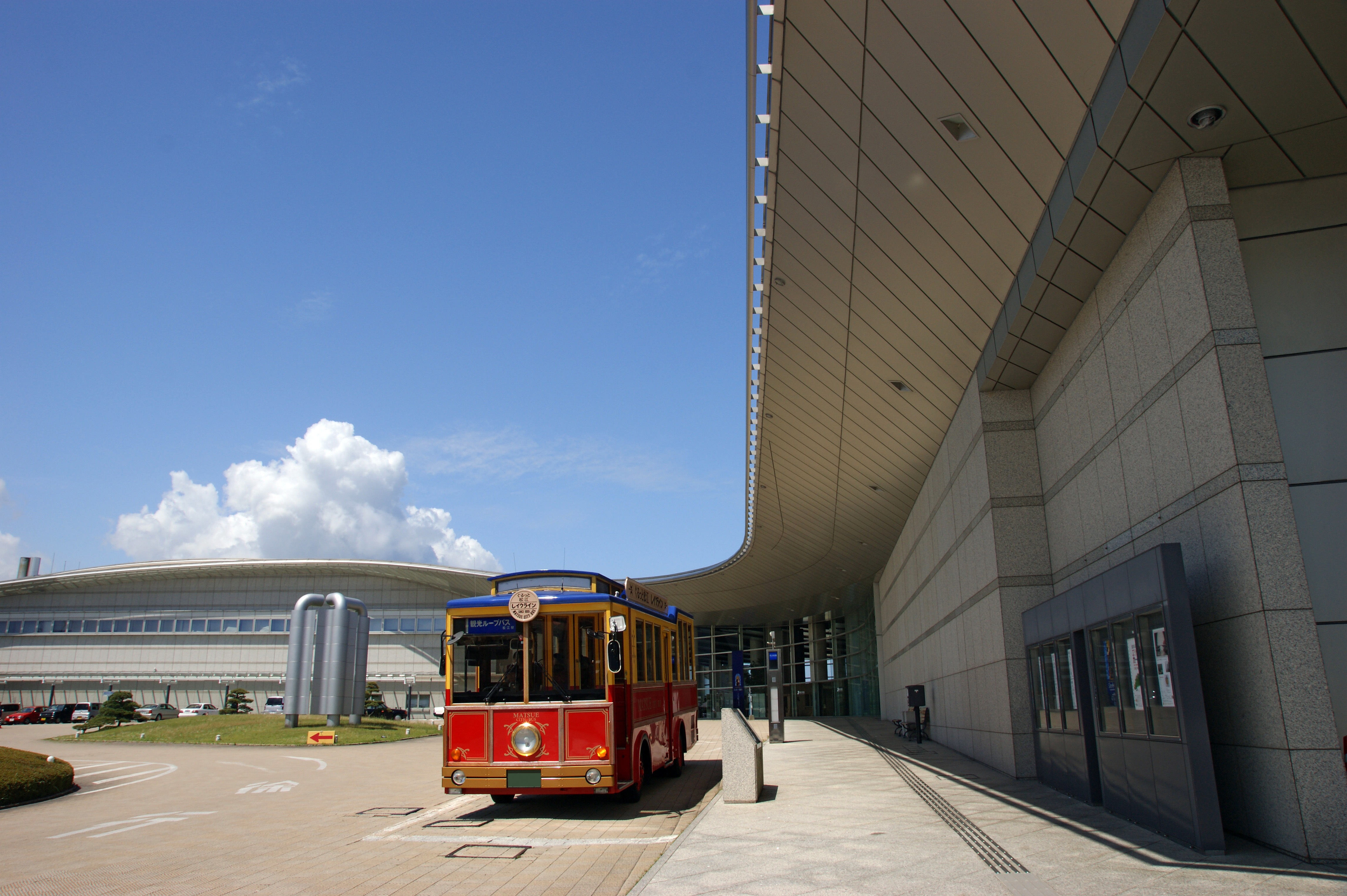
島根県立美術館前にて
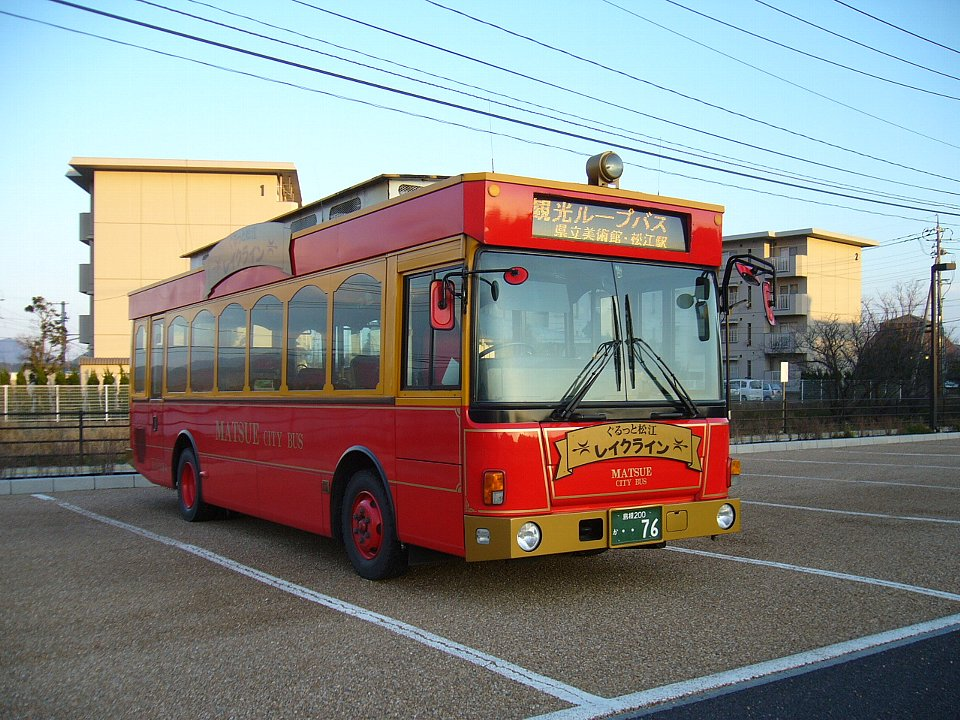
ティファニー公園美術館前にて